# Vitez v tigrovi koži
Vitez v tigrovi koži (gruzinsko Vephistqaosani je gruzijski srednjeveški ep Šote Rustavelija iz 12. ali 13. stoletja. Delo je napisano v rustavelijanskih kvartah in velja za mojstrovino gruzijske književnosti. Glavna lika v zgodbi sta pobratena viteza Tariel in Avtandil, ki iščeta svojo ugrabljeno ljubezen Nestan-Darejan, zgodba pa se dogaja v alegoričnem svetu Indije in Arabije. Ep opisuje ljubezensko zgodbo ter pri tem prikazuje moralno in fizično plat gruzijskega srednjeveškega življenja.